# Pylaisia coreana
Pylaisia coreana là một loài Rêu trong họ Hypnaceae. Loài này được Nog. mô tả khoa học đầu tiên năm 1954.